# Nacht (Roman)
Nacht (im amerikanischen Original: Night; a Novel) ist das 1950 entstandene Erstlingswerk des durch Der Nazi & der Friseur bekannt gewordenen deutsch-jüdischen Schriftstellers Edgar Hilsenrath. Der Roman erschien 1954 in den USA, in Deutschland aber erst 1964 in einer sehr kleinen Auflage im Kindler Verlag.

## Handlung
Das Buch schildert das Leben und den Kampf um das Überleben des osteuropäischen Juden Ranek im fiktiven  Ghetto Prokow in der ukrainischen Ruinenstadt Prokow am Dnjestr. Es wird die ausweglose Situation von Menschen unter Hunger, Krankheit, Ohnmacht und Angst dargestellt, die zu einer sich steigernden Brutalisierung der Opfer führt.

## Kritiken
Nachdem die erste Auflage aufgrund von verlagsinternen Querelen größtenteils ignoriert wurde, verriss Fritz J. Raddatz die zweite, während sie von Niels Höpfner als unsentimentaler „schwerer Brocken Trauerarbeit“ gelobt wurde. Auch Jan Süselbeck zeigte sich angesichts der Neuauflage 2006 von dem Roman stark beeindruckt.